# Henschel Hs 127
O Henschel Hs 127 foi um bombardeiro produzido pela Henschel. Apenas dois protótipos foram fabricados, devido ao estado alemão ter optado por financiar e produzir o Junkers Ju 88.